# JR 버스 간토

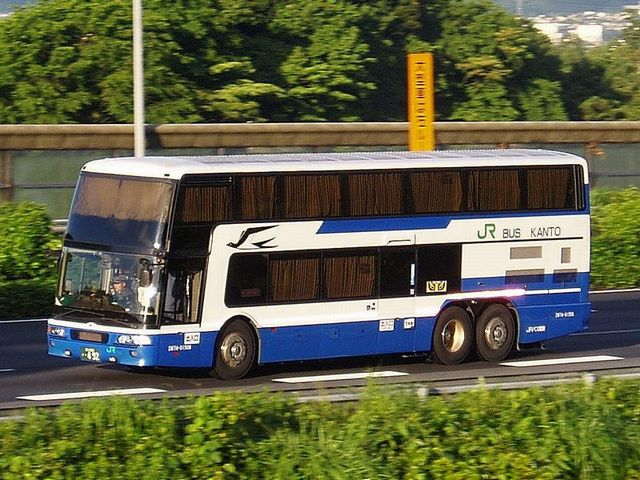

JR 버스 간토 주식회사(일본어: ジェイアールバス関東株式会社 ジェイアールバスかんとう[*])은 간토 지방을 중심으로 승합버스·전세버스 사업을 하는 JR 동일본 그룹의 자회사이다.